# Monomitopus magnus
Monomitopus magnus är en fiskart som beskrevs av Carter och Cohen, 1985. Monomitopus magnus ingår i släktet Monomitopus och familjen Ophidiidae. Inga underarter finns listade i Catalogue of Life.